# اساما خالد
اُساما خالد (انگلیسی: Osama Khalid) زاده سال ۱۹۹۴ میلادی یک پزشک اهل عربستان سعودی و مدیر ویکی پدیاست که در سال ۲۰۲۰ میلادی دستگیر و همان سال به جرم تحریک افکار عمومی توسط دادگاه ویژه ای در عربستان سعودی، ابتدا به ۵ سال حبس محکوم شد و سپس در سپتامبر همان سال این حکم محکومیت به ۳۲ سال رندان افزایش یافت.
به گفته فعالان حقوق بشر، دستگیری و محکومیت وی در ارتباط با به اشتراک گذاشتن اطلاعاتی در مورد آزار و اذیت فعالان سیاسی در عربستان سعودی بود. بر اساس بیانیه سازمان افشاگر اکنون دموکراسی برای جهان عرب مستقر در  واشینگتن، گمان می‌رود دستگیری اساما خالد بخشی از برنامه گسترده عربستان سعودی در سرکوب مدیران ویکی‌پدیا باشد.